# Chiramanangad
Chiramanangad es una ciudad censal situada en el distrito de Thrissur en el estado de Kerala (India). Su población es de 11060 habitantes (2011). Se encuentra a 23 km de Thrissur y a 83 km de Kozhikode.

## Demografía
Según el censo de 2011 la población de Chiramanangad era de 11060 habitantes, de los cuales 5293 eran hombres y 5767 eran mujeres. Chiramanangad tiene una tasa media de alfabetización del 95,45%, superior a la media estatal del 94%: la alfabetización masculina es del 97,05%, y la alfabetización femenina del 94%.